# Pelham Manor
Pelham Manor è un villaggio degli Stati Uniti d'America, situato nella contea di Westchester dello stato di New York.